# Maurice Martens
Maurice Martens (* 5. Juni 1947 in Aalst) ist ein ehemaliger belgischer Fußballspieler.

## Vereinskarriere
Martens begann seine Karriere beim belgischen Großklub RSC Anderlecht. In den vier Jahren bei Anderlecht gewann er 1968 den belgischen Meistertitel. Drei Jahre nach dem Meistertitel wechselte er zum RWD Molenbeek, dem Stadtrivalen von Anderlecht. Mit Molenbeek gewann er 1975 zum zweiten Mal den belgischen Meistertitel. 1973 wurde er sogar zum Spieler des Jahres in Belgien gewählt. 1983 beendete er seine aktive Karriere und eröffnete einen Sportshop in Brüssel.

## Nationalmannschaftskarriere
Martens nahm an der Weltmeisterschaft 1970 in Mexiko teil und schied dort mit dem Team in der Vorrunde aus. Bei der Europameisterschaft 1972 im eigenen Land wurde er mit Belgien Dritter. Acht Jahre später, bei der EM 1980 in Italien, konnte er mit den Belgiern in das Finale einziehen, wo man gegen Deutschland mit 1:2 verlor. Martens konnte sich damit Vizeeuropameister nennen.

## Erfolge
- 2× Belgischer Meister (1968, 1975)
- 1× Spieler des Jahres in Belgien (1973)